# Record gilbertesi di atletica leggera
I record gilbertesi di atletica leggera rappresentano le migliori prestazioni di atletica leggera stabilite dagli atleti di nazionalità gilbertese e ratificate dalla Kiribati Athletics Association.

## Outdoor

### Maschili
| Evento | Record             | Atleta                                                     | Data              | Manifestazione                 | Luogo                   | Ref   |
| --- | ------------------ | ---------------------------------------------------------- | ----------------- | ------------------------------ | ----------------------- | ----- |
| 100 m | 10.91 (+1.7 m/s)   | Kenaz Kaniwete                                             | 4 luglio 2025     | Pacific Mini Games 2025        | Koror, Palau            | [ 1 ] |
| 100 m | 10.9 (ht)          | Roy Robana                                                 | 29 maggio 2010    |                                | Bairiki, Kiribati       |       |
| 200 m | 22.54 (+1.1 m/s)   | Lataisi Mwea                                               | 20 febbraio 2021  | QA Shield Series               | Brisbane, Australia     |       |
| 400 m | 50.25              | Kenaz Kaniwete                                             | 5 luglio 2025     | Pacific Mini Games 2025        | Koror, Palau            | [ 1 ] |
| 800 m | 2:01.73            | Tanini Teekea                                              | 3 settembre 2007  | Giochi del Pacifico            | Apia, Samoa             | [ 2 ] |
| 1000 m | 2:44.1 (ht)        | Taburenga                                                  | 13 luglio 2007    |                                | Bairiki, Kiribati       |       |
| 1000 m | 2:44.1 (ht)        | Tanini                                                     | 13 luglio 2007    |                                | Bairiki, Kiribati       |       |
| 1500 m | 4:32.4             | Kautu Rabangaki                                            | 2 settembre 1963  | Giochi del Sud Pacifico        | Suva, Figi              |       |
| 3000 m | 10:10.0            | Airam                                                      | 1985              |                                | ?                       |       |
| 5000 m | 16:42.7            | Teinakewe Tamuera                                          | 6 febbraio 1998   |                                | Adelaide, Australia     |       |
| 10000 m | 36:46.2            | Tara Mango                                                 | 31 agosto 1963    | Giochi del Sud Pacifico        | Suva, Figi              |       |
| 15 km (strada) | 52:28.0            | Makaua Bwebwenibeia                                        | 14 luglio 2001    |                                | Bairiki, Kiribati       |       |
| Mezza maratona | 1:24.32            | Makaua Bwebwenibeia                                        | 7 ottobre 2001    |                                | Tarawa, Kiribati        |       |
| Maratona |                    |                                                            |                   |                                |                         |       |
| 110 m ostacoli | 16.80 (+0.6 m/s)   | Beteru AAteri                                              | 6 settembre 2007  | Giochi del Pacifico 2007       | Apia, Samoa             |       |
| 400 m ostacoli | 59.21              | Beteru AAteri                                              | 5 settembre 2007  | Giochi del Pacifico 2007       | Apia, Samoa             |       |
| 3000 m siepi | 12:03.70           | Peter Birati                                               | 11 luglio 1981    | Mini Giochi del Sud Pacifico   | Honiara, Isole Salomone |       |
| Salto in alto | 2.00 m             | Lataisi Mwea                                               | 6 ottobre 2019    | PB Series #3                   | Gold Coast, Australia   | [ 3 ] |
| Salto con l'asta |                    |                                                            |                   |                                |                         |       |
| Salto in lungo | 6.86 m             | Karakoa Iotia                                              | 29 maggio 1976    |                                | Suva, Figi              |       |
| Salto triplo | 13.90 m (+0.5 m/s) | Boitu Baiteke                                              | 22 giugno 2011    | Campionati oceaniani regionali | Apia, Samoa             | [ 4 ] |
| Getto del peso | 13.77 m            | Raobu Tarawa                                               | 25 settembre 2009 | Mini Giochi del Pacifico       | Nikao, Isole Cook       | [ 5 ] |
| Lancio del disco | 41.86 m            | Raobu Tarawa                                               | 9 luglio 2009     | Inter-School Championships     | Bairiki, Kiribati       | [ 6 ] |
| Lancio del martello | 30.90 m            | Tunia Kaotirake                                            | 21 maggio 2005    |                                | Bairiki, Kiribati       |       |
| Lancio del giavellotto | 55.09 m            | Rabangaki Nawai                                            | 12 dicembre 2006  | Campionati oceaniani           | Apia, Samoa             |       |
| Decathlon |                    |                                                            |                   |                                |                         |       |
| (100 m), (salto in lungo), (getto del peso), (salto in alto), (400 m) / (110 m ostacoli), (disco), (salto con l'asta), (giavellotto), (1500 m) |                    |                                                            |                   |                                |                         |       |
| Marcia 20 km (strada) |                    |                                                            |                   |                                |                         |       |
| Marcia 50 km (strada) |                    |                                                            |                   |                                |                         |       |
| Staffetta 4×100 metri | 42.91              | Tetoa Uaraoia Caspar Annaua Reita Kakianako Kenaz Kaniwete | 7 luglio 2025     | Pacific Mini Games 2025        | Koror, Palau            | [ 1 ] |
| Staffetta 4×200 metri | 1:38.5 (ht)        | Kiribati (bandiera)                                        | 19 maggio 2007    |                                | Bairiki, Kiribati       |       |
| Staffetta 4×400 metri | 3:27.04            | Tetoa Uaraoia Caspar Annaua Reita Kakianako Kenaz Kaniwete | 4 luglio 2025     | Pacific Mini Games 2025        | Koror, Palau            | [ 1 ] |

### Femminili
| Evento                 | Record | Atleta                                                      | Data               | Manifestazione           | Luogo                                 | Ref    |
| ---------------------- | --- | ----------------------------------------------------------- | ------------------ | ------------------------ | ------------------------------------- | ------ |
| 100 m                  | 13.07 (-0.1 m/s) | Kaitinano Mwemweata                                         | 20 agosto 2004     | Giochi olimpici          | Atene, Grecia                         | [ 7 ]  |
| 100 m                  | 13.0 (ht) | Taati                                                       | 1983               |                          |                                       |        |
| 100 m                  | 13.0 (ht) | Mary Schutz                                                 | 9 luglio 2002      |                          | Bairiki, Kiribati                     |        |
| 100 m                  | 13.0 (ht) | Kaitinano Mwemweata                                         | 5 agosto 2004      |                          | Cairns, Australia                     |        |
| 200 m                  | 27.24 | Kaitinano Mwemweata                                         | 5 settembre 2007   | Giochi del Pacifico      | Apia, Samoa                           |        |
| 400 m                  | 1:07.01 | Kaingaue David                                              | 23 settembre 2010  | Campionati oceaniani     | Cairns, Australia                     | [ 9 ]  |
| 800 m                  | 2:38.3 | Ruute Keakea                                                | 9 luglio 1999      |                          | Bairiki, Kiribati                     |        |
| 1000 m                 | 3:56.07 | Keerita Taebo                                               | 6 maggio 2006      |                          | Bairiki, Kiribati                     |        |
| 1500 m                 | 5:30.0 | Siaroka Kaiea                                               | 14 luglio 2001     |                          | Port Vila, Vanuatu                    |        |
| 3000 m                 | 12:31.2 | Banrenga Baikia                                             | 8 luglio 2004      |                          | Bairiki, Kiribati                     |        |
| 5000 m                 | 21:09.36 | Ruti Ioneba                                                 | 22 settembre 2009  | Mini Giochi del Pacifico | Rarotonga, Isole Cook                 | [ 10 ] |
| 10000 m                | 54:59.74 | Ruute Kaekea                                                | 1º agosto 1998     |                          | Palau (bandiera)                      |        |
| Maratona               | |                                                             |                    |                          |                                       |        |
| 100 m ostacoli         | 18.14 (+0.7 m/s) | Kaitinano Mwemweata                                         | 5 settembre 2007   | Giochi del Pacifico 2007 | Apia, Samoa                           |        |
| 400 m ostacoli         | 1:14.85 | Kimaia Dan MurdOoch                                         | 26 giugno 2006     |                          | Saipan, Isole Marianne Settentrionali |        |
| 3000 m siepi           | |                                                             |                    |                          |                                       |        |
| Salto in alto          | 1.50 m | Kimaia Dan MurdOoch                                         | 11 maggio 2005     |                          | Bairiki, Kiribati                     |        |
| Salto con l'asta       | |                                                             |                    |                          |                                       |        |
| Salto in lungo         | 4.86 m (+1.1 m/s) | Taati Eria                                                  | 25 agosto 2000     |                          | Adelaide, Australia                   |        |
| Salto triplo           | 10.76 m | Terina Tangitang                                            | 4 luglio 2008      |                          | Bairiki, Kiribati                     |        |
| Getto del peso         | 10.16 m | Kimaia Dan Murdoch                                          | 2 agosto 2006      |                          | Bairiki, Kiribati                     |        |
| Lancio del disco       | 34.40 m | Eera                                                        | 10 luglio 1995     |                          | Bairiki, Kiribati                     |        |
| Lancio del martello    | 30.10 m | Taatia Riino                                                | 3 settembre 2011   | Giochi del Pacifico 2011 | Nouméa, Nuova Caledonia               | [ 11 ] |
| Lancio del giavellotto | 31.75 m | Kaitinano Mwemweata                                         | 6 settembre 2007   | Giochi del Pacifico 2007 | Apia, Samoa                           |        |
| Eptathlon              | 3456 pts | Kaitinano Mwemweata                                         | 5–6 settembre 2007 | Giochi del Pacifico 2007 | Apia, Samoa                           |        |
| Eptathlon              | 18.14 (+0.7 m/s) (100 m ostacoli), 1.35 m (salto in alto), 8.37 m (getto del peso), 27.24 (200 m) / 4.42 m (salto in lungo), 31.75 m (giavellotto), 2:51.30 (800 m) |                                                             |                    |                          |                                       |        |
| Marcia 20 km (strada)  | |                                                             |                    |                          |                                       |        |
| Staffetta 4×100 metri  | 55.2 | Lilly David Reebeta Mackenzie M. Tewaki Kaitinano Mwemweata | 16 giugno 2007     |                          | Bairiki, Kiribati                     |        |
| Staffetta 4×200 metri  | 2:06.4 | Squadra nazionale                                           | 5 agosto 2006      |                          | Bairiki, Kiribati                     |        |
| Staffetta 4×400 metri  | 4:48.3 (ht) | M. Taburimai B. Martin A. Kaireiti T. Temaka                | 10 luglio 2009     |                          | Bairiki, Kiribati                     |        |

## Indoor

### Maschili
| Evento | Record | Atleta          | Data          | Manifestazione             | Luogo             | Ref    |
| --- | ------ | --------------- | ------------- | -------------------------- | ----------------- | ------ |
| 60 m | 7.26   | Rabangaki Nawai | 7 marzo 2008  | Campionati mondiali indoor | Valencia, Spagna  | [ 12 ] |
| 200 m |        |                 |               |                            |                   |        |
| 400 m |        |                 |               |                            |                   |        |
| 800 m |        |                 |               |                            |                   |        |
| 1500 m |        |                 |               |                            |                   |        |
| 3000 m |        |                 |               |                            |                   |        |
| 60 m ostacoli                                                                                               |        |                 |               |                            |                   |        |
| Salto in alto                                                                                               | 1.91 m | David Birati    | 9 luglio 2009 |                            | Bairiki, Kiribati |        |
| Salto con l'asta                                                                                            |        |                 |               |                            |                   |        |
| Salto in lungo                                                                                              |        |                 |               |                            |                   |        |
| Salto triplo                                                                                                |        |                 |               |                            |                   |        |
| Getto del peso                                                                                              |        |                 |               |                            |                   |        |
| Eptathlon                                                                                                   |        |                 |               |                            |                   |        |
| (60 m), (salto in lungo), (getto del peso), (salto in alto) / (60 m ostacoli), (salto con l'asta), (1000 m) |        |                 |               |                            |                   |        |
| Marcia 5000 metri                                                                                           |        |                 |               |                            |                   |        |
| Staffetta 4×400 metri                                                                                       |        |                 |               |                            |                   |        |

### Femminili
| Evento                                                                        | Record | Atleta    | Data          | Manifestazione             | Luogo             | Ref    |
| ----------------------------------------------------------------------------- | ------ | --------- | ------------- | -------------------------- | ----------------- | ------ |
| 60 m                                                                          | 9.14   | Etita Tio | 10 marzo 2012 | Campionati mondiali indoor | Istanbul, Turchia | [ 13 ] |
| 200 m                                                                         |        |           |               |                            |                   |        |
| 400 m                                                                         |        |           |               |                            |                   |        |
| 800 m                                                                         |        |           |               |                            |                   |        |
| 1500 m                                                                        |        |           |               |                            |                   |        |
| 3000 m                                                                        |        |           |               |                            |                   |        |
| 60 m ostacoli                                                                 |        |           |               |                            |                   |        |
| Salto in alto                                                                 |        |           |               |                            |                   |        |
| Salto con l'asta                                                              |        |           |               |                            |                   |        |
| Salto in lungo                                                                |        |           |               |                            |                   |        |
| Salto triplo                                                                  |        |           |               |                            |                   |        |
| Getto del peso                                                                |        |           |               |                            |                   |        |
| Pentathlon                                                                    |        |           |               |                            |                   |        |
| (60 m ostacoli), (salto in alto), (getto del peso), (salto in lungo), (800 m) |        |           |               |                            |                   |        |
| Marcia 3000 metri                                                             |        |           |               |                            |                   |        |
| Staffetta 4×400 metri                                                         |        |           |               |                            |                   |        |

ht = hand timing